# Over the Wall
Pour plus de détails, voir Fiche technique et Distribution.
Over the Wall est un film américain réalisé par Frank McDonald et sorti en 1938.

## Synopsis
Un innocent est condamné pour meurtre et envoyé à la prison de Sing Sing. Il est aidé par l'aumonier de la prison.

## Fiche technique
- Réalisation : Frank McDonald
- Scénario : Lewis E. Lawes, Crane Wilbur, George Bricker
- Production : Warner Bros.
- Image : James Van Trees
- Montage : Frank Magee
- Durée : 67 minutes
- Date de sortie : 27 mars 1938

## Distribution
- Dick Foran : Jerry Davis
- June Travis : Kay Norton
- John Litel : Neil Connor
- Dick Purcell : Ace Scanlon
- Veda Ann Borg : Maxine
- George E. Stone : Gyp
- Ward Bond : Eddie Edwards
- John Hamilton : Directeur de la prison
- Jonathan Hale : Gouverneur
- Tommy Bupp : Jimmy Davis
- Robert Homans : John Davis
- Mabel Hart : Mme Davis
- Raymond Hatton : un condamné